# David Guthier
David Siegfried Guthier, geborener Schneider (* 14. Oktober 1989 in Landau in der Pfalz) ist ein deutscher Politiker (SPD). Seit 2024 ist er Abgeordneter im Landtag Rheinland-Pfalz.

## Leben
Guthier legte 2009 das Abitur am Theodor-Heuss-Gymnasium in Ludwigshafen am Rhein ab. Von 2010 bis 2016 studierte er Politikwissenschaft und Geschichte für das Lehramt an Gymnasien an der Ruprecht-Karls-Universität Heidelberg. Er schloss das Studium mit dem ersten Staatsexamen ab. Während seines Studiums war er Stipendiat der Friedrich-Ebert-Stiftung. Von 2017 bis 2018 absolvierte er das Lehramtsreferendariat am Johann-Sebastian-Bach-Gymnasium in Mannheim. Anschließend legte er das zweite Staatsexamen ab. Während seines Studiums war er bereits von 2012 bis 2016 als wissenschaftlicher Mitarbeiter der SPD-Bundestagsabgeordneten Doris Barnett tätig. Von Juli bis Oktober 2018 war er Changemanager bei einer Anwaltskanzlei. Von 2018 bis 2023 war er Key-Account-Manager bei der Rhein-Neckar-Verkehr GmbH.
Guthier ist verheiratet und Vater zweier Söhne.

## Politik
Guthier ist seit 2003 Mitglied der SPD. Von 2009 bis 2014 war er Vorsitzender der Jusos Ludwigshafen. Seit 2014 ist er Vorsitzender des SPD-Stadtverbands Ludwigshafen. In diesem Amt folgte er Wolfgang van Vliet nach. Er gehörte von 2010 bis 2016 dem Landesparteirat und von 2018 bis 2023 dem Landesvorstand der SPD Rheinland-Pfalz an.
Seit 2014 ist Guthier Mitglied des Stadtrats von Ludwigshafen, seit 2019 als Vorsitzender der SPD-Fraktion.
Guthier kandidierte bei den Landtagswahlen 2011, 2016 und 2021 als Ersatzkandidat von Anke Simon im Wahlkreis Ludwigshafen am Rhein I. Am 1. Januar 2024 rückte er für Simon, die ihr Mandat niedergelegt hatte, in den Landtag Rheinland-Pfalz nach.